# José Santos Zelaya

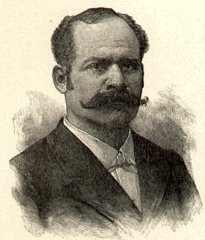
José Santos Zelaya

José Santos Zelaya (* 1. November 1853 in Managua, Nicaragua; † 17. Mai 1919 in New York, USA) war ein nicaraguanischer Politiker und von 1893 bis 1910 Präsident des Landes.

## Leben
Zelaya war Mitglied in Nicaraguas Liberaler Partei. Er verfügte eine Reihe fortschrittlicher Programme zur Verbesserung der Bildung, im Straßenbau und er führte die Dampfschifffahrt ein. Sein Drang nach persönlicher Macht führte jedoch häufig zu Entscheidungen entgegen demokratischen Prinzipien.
Im Jahr 1894 besetzte er mit militärischen Mitteln die Miskitoküste, die lange Gegenstand von Streitigkeiten war, nachdem das Vereinigte Königreich es zum Protektorat erklärt hatte. Zelayas Plan ging auf, da das britische Empire für das kleine, entfernte und wertlose Stück Land keinen Krieg führen wollte und schließlich die Souveränität Nicaraguas für das Gebiet anerkannte.
In den Jahren 1902 und 1906 wurde José Santos Zelaya als Präsident wiedergewählt.
Die Möglichkeit durch den Isthmus von Mittelamerika einen Kanal zu bauen, war schon seit etwa 1820 in der Diskussion. Nicaragua war dabei im Blickpunkt des Interesses, bis die USA ihr Interesse auf Panama richtete. Zelaya begann daraufhin mit Deutschland und Japan über den Bau eines Kanals in Nicaragua zu verhandeln, allerdings ohne Erfolg.
José Zelaya verfolgte auch Pläne zum Wiederaufleben der Zentralamerikanischen Konföderation, auch Vereinigte Provinzen von Zentralamerika genannt, in der Hoffnung, selber Präsident dieser Vereinigung zu werden. Um diesem Ziel näher zu kommen, unterstützte er liberale föderalistische Splitterparteien in anderen mittelamerikanischen Staaten.
Zwischen Zelayas und der US-amerikanischen Regierung kam es mehr und mehr zu Unstimmigkeiten. Die US-Regierung begann zudem, die konservative Opposition in Nicaragua zu unterstützen. 1907 nahmen US-Kriegsschiffe einige von Nicaraguas Seehäfen ein. Zelayas Verbündete kämpften gegen die Konservativen und US-finanzierte Söldner. Im Oktober 1909 exekutierten Zelayas Offiziere einige gefangengenommene Rebellen, unter ihnen auch zwei US-Söldner. Die US-Regierung nahm dies zum Anlass für eine formale Intervention. Anfang Dezember landeten US-Marines an Nicaraguas Karibikküste, am 21. Dezember 1909 trat Zelaya zurück und ging nach Mexiko ins Exil. Ersetzt wurde er durch ein durch die USA unterstütztes Regime. Die US-Marines blieben bis 1925 in Nicaragua.

## Ehrungen
Das ehemalige Departamento Zelaya (heute zweigeteilt in: Región Autónoma de la Costa Caribe Sur und Región Autónoma de la Costa Caribe Norte) wurde nach José Santos Zelaya benannt.